# 希爾斯伯勒鎮區 (北卡羅萊納州奧蘭治縣)
希爾斯伯勒鎮區（英語：Hillsborough Township）是位於美國北卡羅萊納州奧蘭治縣的一個鎮區。

## 地方資料
希爾斯伯勒鎮區的面積為68.11平方千米，皆為陸地。根據2020年美國人口普查的數據，當地共有人口17258人，而人口密度為每平方千米253.38人。